# Margamulya (Pasirjambu)
Margamulya is een bestuurslaag in het regentschap Bandung van de provincie West-Java, Indonesië. Margamulya telt 8434 inwoners (volkstelling 2010).